# Alairac (Droma)
Aleyrac és un municipi francès situat al departament de la Droma i a la regió d'Alvèrnia-Roine-Alps. L'any 2007 tenia 44 habitants.

## Demografia

### Població
El 2007 la població de fet d'Aleyrac era de 44 persones. Hi havia 16 famílies de les quals 3 eren unipersonals (3 homes vivint sols), 10 parelles sense fills i 3 parelles amb fills.
La població ha evolucionat segons el següent gràfic:
Habitants censats

### Habitatges
El 2007 hi havia 32 habitatges, 17 eren l'habitatge principal de la família, 13 eren segones residències i 1 estava desocupat. 28 eren cases i 2 eren apartaments. Dels 17 habitatges principals, 13 estaven ocupats pels seus propietaris, 3 estaven llogats i ocupats pels llogaters i 2 estaven cedits a títol gratuït; 1 tenia una cambra, 1 en tenia dues, 5 en tenien tres, 6 en tenien quatre i 4 en tenien cinc o més. 11 habitatges disposaven pel capbaix d'una plaça de pàrquing. A 8 habitatges hi havia un automòbil i a 9 n'hi havia dos o més.

### Piràmide de població
La piràmide de població per edats i sexe el 2009 era:
| Homes | Edats   | Dones |
| ----- | ------- | ----- |
| 0     | 95 o +  | 0     |
| 0     | 90 a 94 | 0     |
| 0     | 85 a 89 | 0     |
| 0     | 80 a 84 | 0     |
| 4     | 75 a 79 | 0     |
| 0     | 70 a 74 | 4     |
| 0     | 65 a 69 | 0     |
| 8     | 60 a 64 | 4     |
| 0     | 55 a 59 | 0     |
| 0     | 50 a 54 | 0     |
| 0     | 45 a 49 | 0     |
| 4     | 40 a 44 | 4     |
| 0     | 35 a 39 | 0     |
| 4     | 30 a 34 | 4     |
| 0     | 25 a 29 | 0     |
| 0     | 20 a 24 | 0     |
| 0     | 15 a 19 | 0     |
| 0     | 10 a 14 | 0     |
| 0     | 5 a 9   | 4     |
| 4     | 0 a 4   | 0     |

## Economia
El 2007 la població en edat de treballar era de 27 persones, 21 eren actives i 6 eren inactives. De les 21 persones actives 20 estaven ocupades (10 homes i 10 dones) i 1 aturada (1 dona i 1 dona). De les 6 persones inactives 2 estaven jubilades, 1 estava estudiant i 3 estaven classificades com a «altres inactius».
Activitats econòmiques
Dels 6 establiments que hi havia el 2007, 1 era d'una empresa de fabricació d'altres productes industrials, 3 d'empreses de comerç i reparació d'automòbils, 1 d'una empresa de serveis i 1 d'una entitat de l'administració pública.
L'any 2000 a Aleyrac hi havia 7 explotacions agrícoles que ocupaven un total de 138 hectàrees.

## Poblacions més properes
El següent diagrama mostra les poblacions més properes.